# Entfernen (Taste)

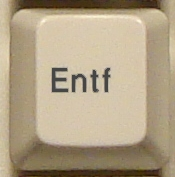
Entf-Taste auf deutschen und österreichischen Tastaturen

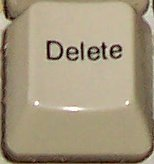
Delete-Taste auf englischen Tastaturen, meist nur mit Del beschriftet

Die Entfernen-Taste (kurz Entf-Taste auch Löschtaste; englisch: Del-Taste, für ‚delete‘) auf der PC-Standard-Tastatur, oft über den Pfeiltasten angeordnet, löscht beim Bearbeiten von Schriften (Texten) das Zeichen an der momentanen Cursor-Position und bewegt alle nachfolgenden Zeichen um eine Stelle je Tastendruck nach links (auch „Vorwärtslöschung“ genannt), anders als die Rücklöschtaste, welche das links vom Cursor stehende Zeichen löscht (auch „Rückwärtslöschung“ genannt).
Viele Betriebssysteme und Programme interpretieren die Entfernen-Taste als allgemeinen Befehl zum Löschen von markierten Daten.

## Beschriftung und Varianten
Auf englischen Tastaturen wird die Entf-Taste wie auf Schweizer Tastaturen mit „Delete“ oder „Del“ (löschen) beschriftet.
Beim Hersteller Apple ist die Entfernen-Taste oft nicht als eigenständige Taste vorhanden. Verwirrenderweise wurde zeitweise auf englischen Apple-Tastaturen die Rücklöschtaste mit „Del“ beschriftet. Seit einigen Jahren wird die Rücklöschtaste korrekt mit dem Symbol ⌫ dargestellt. Die Entfernen-Funktion ist als Tastenkombination Fn+⌫ auslösbar. Seit macOS 13 wird die Funktionstaste Fn vom Betriebssystem als Globus-Taste konfiguriert, so dass die Entfernen-Funktion nicht in der vertrauten Tastaturkombination unmittelbar aufrufbar ist. Stattdessen ist alternativ Control+H zu nutzen. Die traditionelle Tastenkombination Fn+⌫ steht erst zur Verfügung ab macOS 13, wenn die Globus-Funktion in den Systemeinstellungen deaktiviert wird.

## Weitere Einzelheiten
Das ASCII-Steuerzeichenwert für die Entfernen-Taste ist 0x7F (0127).
Eine besondere Rolle spielt die Entfernen-Taste in der Tastenkombination die als „Klammergriff“ bezeichnet wird mit Strg+Alt+Entf. Diese Tastenkombination löst in vielen Betriebssystemen wichtige Systembefehle aus wie Login, Wechsel zum Taskmanager oder System herunterfahren.